# Senna racemosa
Senna racemosa är en ärtväxtart som först beskrevs av Philip Miller, och fick sitt nu gällande namn av Howard Samuel Irwin och Rupert Charles Barneby. Senna racemosa ingår i släktet sennor, och familjen ärtväxter.

## Underarter
Arten delas in i följande underarter:
- S. r. coalcomanica
- S. r. liebmannii
- S. r. moctezumae
- S. r. racemosa
- S. r. sororia